# Ghorwane (banda)
Ghorwane es una popular banda de música de Mozambique, formada en 1983.

## Composición de la Banda
- Vocalista/Guitarra - Roberto Chitsonzo
- Vocalista/Percusión - David Macuácua
- Teclados - João Carlos Schwalbach
- Trompeta - Julio Baza
- Trompeta - António Baza
- Saxofón – Pedro Rijo
- Bajo – Lote
- Drums – Paíto Tcheco
- Percusión - Enrique

## Discografía
- 2005 Vana Va Ndota
- 2000 Mozambique
- 1996 Kudumba
- 1994 Não é preciso empurrar
- 1994 Makwero
- 1994 Xicuembo
- 1994 Moçambipreto
- 1994 Matapa-Matapa
- 1994 Sonhos
- 1992 Nudez
- 1992 Kanjani
- 1991 Muthimba
- 1991 Majurugenta
- 1991 Matarlatanta
- 1991 Xai-Xai
- 1991 Mavabwyi
- 1991 Sathuma
- 1991 Buluku
- 1991 Terehumba
- 1991 Akuhanha
- 1990 Akuhanha
- 1986 Tlhanga
- 1986 Massotchua
- 1984 Ndlala
- 1984 Ferido Regresso
- 1984 Xizambiza
- 1984 Buluko
- 1984 Rapariga Bonita
- 1984 Xindzavane
- 1984 Matarlatanta
- 1984 Np’ulani
- 1984 Vamaplele